# Мирто (жена Сократа)
Мирто (др.-греч. Μυρτώ) — согласно ряду античных источников вторая жена древнегреческого философа Сократа.
Информация о жизни Мирто в античных источниках крайне скудна и носит фрагментарный характер. Её упоминают Плутарх, Афиней, Диоген Лаэртский и другие авторы. Все они связывают судьбу Мирто с Сократом, а также приписывают ей близкое родство со знаменитым политиком Древних Афин Аристидом. В остальном же детали её биографии различаются.
Диоген Лаэртский назвал Мирто дочерью, Плутарх — внучкой, Афиней — правнучкой Аристида. Версия об отцовстве Аристида выглядит неправдоподобной. Будущий муж Мирто Сократ родился в 469 году до н. э., Аристид умер двумя годами позже. Теоретически, если бы Мирто родилась в последние годы жизни Аристида, она могла быть ровесницей философа. Это никак не согласуется с указаниями на поздние браки Сократа. Сын Аристида Лисимах был ровесником и другом отца Сократа Софрониска. Теоретически родителями Мирто могли быть Лисимах или одна из двух дочерей Аристида, либо, согласно Афинею, внук Аристида с тем же именем.
Точно такая же неопределённость существует относительно роли Мирто в жизни Сократа. Согласно одним авторам, Мирто была женой философа не то до, не то после, не то одновременно с Ксантиппой. Согласно другим, Сократ взял над Мирто опеку, когда та овдовела и впала в крайнюю нужду. Двоежёнство Сократа объясняли чрезвычайной ситуацией в Древних Афинах. По одной из версий, на фоне потерь в Пелопоннесской войне для увеличения рождаемости гражданам разрешили жениться вторично. Возможно, Мирто была наложницей или подопечной Сократа.
Мирто могли приписывать материнство Софрониска и Менексена. Наиболее анекдотичную историю о взаимоотношениях Ксантиппы и Мирто описал Аристоксен Тарентский. Две женщины вечно воевали друг с другом, а в перерывах могли объединиться и вдвоём наброситься на Сократа. Философ старался не вмешиваться в их ссоры, а только с улыбкой наблюдал за выяснением отношений.